# Championnat d'Irlande de football 1935-1936
Navigation
Édition précédente Édition suivante
Le Championnat d'Irlande de football 1935-1936 est la quinzième édition du championnat d'Irlande de football. Il est remporté par Bohemians FC.

## Les 12 clubs participants
- Bohemian Football Club
- Bray Unknowns Football Club
- Brideville Football Club
- Cork Football Club
- Dolphin Football Club
- Drumcondra Football Club
- Dundalk Football Club
- Reds United Football Club
- Saint James's Gate Football Club
- Shamrock Rovers Football Club
- Sligo Rovers Football Club
- Waterford United Football Club

## Classement
| Rang | Équipe                           | Pts | J  | G  | N | P  | Bp | Bc | Diff |
| ---- | -------------------------------- | --- | -- | -- | - | -- | -- | -- | ---- |
| 1    | Bohemian Football Club           | 36  | 22 | 17 | 2 | 3  | 71 | 27 | +44  |
| 2    | Dolphin Football Club T          | 33  | 22 | 15 | 3 | 4  | 66 | 38 | +28  |
| 3    | Cork Football Club               | 31  | 22 | 14 | 3 | 5  | 61 | 38 | +23  |
| 4    | Reds United Football Club P      | 25  | 22 | 12 | 1 | 9  | 45 | 47 | -2   |
| 5    | Waterford United Football Club   | 23  | 22 | 9  | 5 | 8  | 58 | 53 | +5   |
| 6    | Shamrock Rovers C                | 22  | 22 | 10 | 2 | 10 | 61 | 58 | +3   |
| 7    | Dundalk Football Club            | 21  | 22 | 9  | 3 | 10 | 43 | 38 | +5   |
| 8    | Sligo Rovers Football Club       | 21  | 22 | 9  | 3 | 10 | 48 | 47 | +1   |
| 9    | Drumcondra Football Club         | 20  | 22 | 9  | 2 | 11 | 45 | 53 | -8   |
| 10   | Saint James's Gate Football Club | 19  | 22 | 8  | 3 | 11 | 47 | 42 | +5   |
| 11   | Brideville Football Club         | 11  | 22 | 4  | 3 | 15 | 35 | 64 | -29  |
| 12   | Bray Unknowns Football Club      | 2   | 22 | 1  | 0 | 21 | 23 | 9  | +14  |

| Légende : Qualifications et relégations | Légende : Qualifications et relégations                                     |
| --------------------------------------- | --------------------------------------------------------------------------- |
|                                         | Champion d'Irlande                                                          |
|                                         | relégation en deuxième division                                             |
|                                         | T : Tenant du titre P : Promu C : Vainqueur de la Coupe d'Irlande 1935-1936 |

## Source
- (en) Alex Graham, Football in the Republic of Ireland : a Statistical Record 1921–2005, Soccer Books Ltd, novembre 2005, 142 p. (ISBN 978-1862231351).